# Нове-Бутовице (станция метро)
«Нове-Бутовице» (чеш. Nové Butovice; до 22 февраля 1990 года — «Дукельска» (чеш. Dukelská)) — станция пражского метрополитена. Расположена на линии В между станциями «Гурка» и «Йинонице».

## Характеристика станции
Была открыта 26 октября 1988 года в составе второго пускового участка линии В «Smíchovské nádraží — Nové Butovice». До 1994 года (когда линия была продлена до станции Зличин) была конечной, поэтому за станцией находятся два оборотных тупика.
Возле станции расположены автовокзал, административный центр и жилые дома.
Пассажиропоток по станции — 40 100 чел/сут.